# 일출봉 (드라마)
《일출봉》은 1992년 2월 12일 ~ 1992년 10월 29일까지 방영된 MBC 수목드라마이다.

## 소개
```
실제로는 양반 김씨 가문(드라마 속 설정으로는 3대에 걸쳐서 옥당-대제학을 배출한 선비 가문 / 원래 진짜 선비 가문의 척도는 권세있는 정승이나 판서가 아닌, 깨끗한 청요직인 옥당 배출 여부였다고 함)의 적장남으로 태어났지만, 공교롭게도 특이하고 기구한 사연으로 인해 천민 신분으로 살아가다가 이런 저런 우여곡절을 거쳐 결국 자신의 원래 신분, 정체성을 되찾는 김석주(노비 시절 이름 : 업산 / 양반을 모칭한 이름 : 이수영)을 주인공으로 같은 집의 씨종 염동, 업산의 젊은 상전 윤오성(회인 윤진사의 적자이며 윤진성의 이복 동생),오성의 배다른 형 진성(회인 윤진사의 서자이면서 장남)이 주축이 되어 18세기 말에서 19세기 초반을 시대 배경으로 엄격한 봉건신분사회가 와해돼가던 조선조 후기 민초들의 삶을 그린 작품이다.
드라마 속 설정으로는 업산(전생에 업이 산처럼 커서 양반 출생이지만 노비가 되었다는 뜻으로 붙인 노비로서의 이름)이 태어난 해는 영조 말기 경인년(1770년)이다. 드라마 초반부에 업산의 아버지 김선비(한인수 님 역)-김선비의 처남(박희우 님 역 : 업산의 외삼촌) 간 / 윤진사(박광남 님 역) - 윤진사의 친구 초시(변희봉 님 역) 간의 대화에서 뒤주 속에 갇혀 죽은 사도세자 이야기, 어명이 늙은 임금 대신 옹주(화완옹주), 젊은 중전(정순왕후)에게서 나온다는 이야기 등이 있다. 드라마 속에서는 1811년 홍경래의 난이 진행된다.
[
1
]
[
2
]
```

## 줄거리
양반 가문인 김진사댁 며느리 이씨는 시댁으로 가는 길에 화적떼를 만난다. 이에 이씨는 충청도 회인 윤진사 댁으로 피신해 갓 낳은 아들 석주를 이곳에 맡기고 시댁으로 향한다. 그러나 얼마 못가 그녀는 돌림병에 걸리고 그 후유증으로 심한 기억상실증에 시달려 아들을 어디에 두었는지 알지 못한다. 이씨 부인은 당시 윤진사 집에 있던 여노비 개똥이네(김형자 님 역)에게 물증으로 옥지환과, 윤진사에게 쓰는 언문 편지를 남겼다. 이는 맡긴 아들의 신원을 보증하는 결정적인 증거였는데, 개똥이네는 문맹이었고 하필 그 언문 서신을 남자 노비 둘(이은철, 최한호 님 역)이 서로 읽어 보겠다고 장난질하다가 우물 속에 빠뜨려 유실하고.... 그래서 윤진사 집에 맡겨진 강보에 싸인 김석주의 신원을 알 수 없게 된다.
윤진사 일가는 석주의 부모가 나타나지 않자 그를 노비로 삼아 업산이라는 이름을 붙여주게 되는데 업산은 윤진사 외아들 오성의 멸시와 매질을 당하다가 한양으로 뛰쳐나가게 된다.
한양에 당도한 그는 명문 김판서 집안의 딸 금옥과 운명적으로 만나 신분을 숨긴 채 살다가 과거에 급제,진사·형조참판의 벼슬을 오른다.집안이 몰락한 나머지 무전취식하다 포도청에 갇힌 오성을 만난 업산은 자신의 신분을 노출시킬 것인지 아니면 오성을 모른 체 할 것인지 고민하다가 결국 전자를 택한다.
형조참판이 노비 출신이라는 사실이 알려지자 궁궐이 일시에 발칵 뒤집히게 되나 그의 본명이 석주라는 사실이 또다시 밝혀져 숨겨진 자신을 다시 찾는 감격을 맛본다.

## 등장 인물
- 유인촌 : 업산이/김석주 역. 원래 양반의 자식이었지만 어머니가 기억상실증에 걸린 뒤 노비로 팔려나간다. 우여곡절 끝에 훗날 형조참판의 지위에까지 이르는 파란만장한 삶을 산다.
- 임영규 : 윤오성 역. 윤 진사의 적자. 업산이의 젊은 상전으로 업산이와 함께 자란다. 그러나 열등감 때문에 평생을 업산이와 천적으로 지낸다.
- 정성모 : 윤진성 역. 윤 진사의 서자. 서출이기에 아버지를 아버지라 부르지 못하고 동생인 오성을 상전으로 모셔야 한다. 결국 언문소설을 통해 사회변혁의 시민의식을 일깨우는 것을 평생의 업으로 삼는다.
- 전인택 : 염동 역. 윤 진사댁 노비. 업산이가 형처럼 따랐던 인물로 거칠고 도전적인 성격의 소유자이다. 같은 씨종인 자근년이를 사랑했으나 늙은 부자에게 자근년이가 팔려나가자, 그녀를 구하려다 살인범이 되어 도망노비가 된다.
- 도지원 : 서은옥 역. 반촌에서 아씨 성님이라고 불림
- 박순애 : 오성의 처, 한씨 역. 나중에 윤오성의 아들을 낳아 기르다가 아들이 돌림병으로 세상을 떠나자, 자신도 상심하여 끼니를 거르다가 세상을 떠남.
- 한인수 : 김 생원 역.
- 박혜숙 : 업산의 생모, 이씨 역.
- 김용선 : 윤 진사의 처, 오성 母, 김씨 역.
- 김형자 : 업산의 양모, 개똥이네 역. 윤오성의 부인 한씨 부인을 모시고 살다가 돌림병으로 결국 세상을 떠남 / 업산은 속량되어 윤진사 집에서 나가면서 사정이 좋아지면 다시 개똥이네를 모시러 오겠다고 했지만, 이후 두 사람은 다시는 만나지 못하고 영원한 이별이 됨 / 극 속에서 업산은 강보에 있을 때부터 자신을 기른 개똥이네를 정말 친어머니처럼 따르고 공경함
- 김석옥 : 염동이네 역. 염동이와 순분이의 어머니. 윤오성의 부인 한씨 부인을 모시고 살다가 돌림병으로 결국 세상을 떠남
- 정영숙 : 반촌 욕쟁이 성님 / 탄막댁 / 서은옥을 양녀로 삼는다
- 오지연 : 윤 진사 씨종 역.
- 임경옥 : 업산의 정실부인, 조씨 역.
- 김기진 : 과묵하고 조용한 멍서방 역 / 먼산댁의 남편
- 권은아 : 먼산댁 역 / 멍서방과 혼인함
- 김하림 : 변가 / 반촌 장물아비
- 박영지 : 약재를 거간하는 약주름
- 홍순창 : 소설을 읽는 전기수
- 최선균 : 반촌 욕쟁이 성님의 신세를 많이 진 지씨 성 가진 포졸
- 한창호
- 김찬구 : 김석주의 아버지 김생원 집 집사
- 이기영
- 이치우 : 이동지 역
- 최낙천
- 박영태 : 이수영의 정실 부인 조씨 부인의 친정아버지
- 박소현 : 이수영의 정실 부인 조씨 부인의 친정어머니
- 남영진
- 김종결 : 밤피리 역. 피리를 잘 불고 화승총 사격의 달인임
- 이효정 : 김석우 역. 김생원의 둘째 아들. 실제로는 김석주(유인촌 님 역)의 바로 아래 친동생이지만 그것을 전혀 알지 못한 채 성균관 숙사에서 이수영으로 알고 있는 선비와 함께 지낸다. 이 드라마에서 주인공 유인촌 님이 가진 이름은 업산, 이수영, 김석주 총 3가지이다. 전생에 업이 산처럼 크다는 뜻으로 붙여진 노비로서의 이름 업산, 속량된 후 한양에서 욕쟁이 성님의 도움으로 양반을 모칭하여 행세한 이름이 이수영(이수영이라는 이름으로 과거에 응시, 급제함), 원래 친 부모님이 붙여주고 마지막에 되찾은 이름 김석주이다.
- 곽진영 : 부용 역 : 이동지의 무남독녀 외동딸이다. 나중에 김석우와 함께 신분(양반 진사 - 중인의 딸)을 초월한 사랑의 도피 행각을 하고 절에서 혼인을 올린 후 김석우와 함께 극약을 먹고 동반 자결한다.
- 이영호 : 업산의 아들 수산 역
- 문혁
- 한춘일
- 현석 : 홍경래 역
- 임정하
- 이동신
- 이창환

## 참고 사항
- 조연출 중의 한 명이었던 이주환 PD는 뒷날 인어 아가씨란 드라마의 연출을 맡았고[4] 이 작품에서 은아리영 역을 맡았던 장서희는 곽진영(부용 역)과 함께 KBS 2TV 아씨에서 호흡을 맞췄으며 도지원(서은옥 역)과 임경옥(조씨 역)이 이 작품 캐스팅(은심 역) 물망에 한때 거론되기도 했고 92년 3월 25일부터 5월 14일 최종회까지 <일출봉>과 경쟁한 SBS 유심초에서 윤보배 역으로 나온 변소정은 인어 아가씨 작가 임성한(본명 임영란)씨의 전작인 MBC 온달 왕자들 출연진[5]에 속했으며 김형자(개똥이네 역)는 임성한(본명 임영란) 작가의 작품 중 하나였던 아현동 마님 출연진 중 한 명[6]이었다.
- 한인수(김 생원 역), 도지원(서은옥 역), 김종결(밤필 역), 이효정(석우 역) 등은 SBS 여인천하에서 호흡을 맞췄는데 이 작품과 경쟁한 MBC 홍국영의 담당 연출자[7]는 <일출봉> 담당 PD 이재갑씨였다.
- 앞서 본 것처럼 조연출 중의 한 명이었던 이주환 PD는 뒷날 인어 아가씨란 드라마의 연출을 맡았고[8] 이 작품에서 은아리영 역을 맡았던 장서희는 곽진영(부용 역)과 함께 KBS 2TV 아씨에서 호흡을 맞췄는데 이 작품에서 의동 역으로 나온 차광수는 곽진영과 MBC 탤런트 공채 동기[9]다.
- 조연출 중의 한 명이었던 이주환 PD는 뒷날 인어 아가씨란 드라마의 연출을 맡았고[10] 이 작품에서 은아리영 역을 맡았던 장서희는 KBS 2TV 장희빈의 장희빈 역 물망에 한때 거론되었으며[11] 유인촌(업산이/김석주 역), 정성모(윤진성 역), 전인택(염동 역) , 한인수 (김 생원 역) 등은 이 드라마 출연진에 속했다.
- 박순애(한씨 역), 한인수(김 생원 역), 임경옥(조씨 역) 등은 KBS 2TV 그대 있음에에서 호흡을 맞췄는데 이 드라마 출연진 중의 한 명이었던 김현주는 박혜숙(이씨 역)이 출연한 드라마에 속했던[12] MBC 여울목에서 박혜숙과 공연한 바 있었다.

## 결방
- 1992년 6월 24일 - 6.25 특집 드라마 나목 1부 편성으로 결방
- 1992년 6월 25일 - 6.25 특집 드라마 나목 2부 편성으로 결방
- 1992년 8월 11일 - 8.15 특집 드라마 춘원 이광수 1부 편성으로 결방
- 1992년 8월 12일 - 8.15 특집 드라마 춘원 이광수 2부 편성으로 결방